# 下作人
下作人（げさくにん/したさくにん）とは、中世において地主から土地の耕作を請け負った直接耕作者である。通常は地主は作人を、下作人は小作である場合を指す。

## 概要
地主と下作人の関係は中世後期においては、年貢や請料や加地子を支払う契約的関係から、地主に支配される隷属的関係まで様々な形態があった。また、作職から分離して成立して成立した職である下作職（げさくしき）も多様であり、実質的に作職と変わりがない土地保有権を有したものから、軽微な未進でも改易され子孫への相伝も認められないなど極めて弱い権利しか与えられないものまであった。また、通常は職の売買は認められていなかった。
なお、広義においては地主＝荘園領主・下作人＝名主、地主＝名主・下作人＝作人という関係を指して用いられる事例もあった。いずれの下作人・下作職も太閤検地に伴う所職の否認によって解体されることになり、下作は新たな土地制度体系の下で発生した小作の別称として用いられるようになった。